# Халкински манастир
Халкинският манастир „Света Троица“ (на турски: Heybeliada Ayatriada Manastırı) е мъжки, действащ манастир на Вселенската патриаршия на остров Халки, Турция. На територията на манастира се е намирала Халкинската семинария. 
В житието на Теодор Студит, живял в изгнание на остров Халки през 809-811 година, се споменава като Деспотовия или Владишкия манастир (μονής των Δεσποτών) и се смята, че това е „Света Троица“. Някои идентифицират този манастир с манастира Езоптра. През 860-те години манастирът е разграбен по време на втория поход на русите срещу Византия (860-те) и запада.
Възраждането му се свързва с името на патриарх Фотий I Константинополски. Императрица Теодосия Арсаберина, съпругата на император Лъв V Арменец, живее в манастира след заточението си. 
Манастирът е свързан и с българската история. Императрица Екатерина Комнина приема монашеска схима в манастира през 1063 година с името Ксения. След падането на Константинопол в 1453 година, манастирът продължава да функционира, но постепенно изпада в забвение. През XVI век се създава манастирската библиотека благодарение дарението на личната библиотека на патриарх Митрофан III Константинополски, по произход българин. Манастирската библиотека минава във владение на учредената през 1844 година Халкинска семинария и със своите над 120 000 екземпляра е най-голямата писмена колекция на византийски ръкописи и книги на гръцки в Османската империя.
През 1844 година по време на ремонта на манастира са открити много антики и надгробни скулптури, за които се смята, че са принадлежали на древния храм на Аполон съществувал на мястото. Истанбулското земетресение през юни 1894 година разрушава манастира и сградата на семинарията, като единствено оцелява сградата на католикона от XVII век.
Халкинският манастир е първенстващ и единственият действащ от общо трите съществували на острова заедно със „Света Богородица Камариотиса“ и „Свети Георги“.